# سبخة الديماس
سبخة الدِيمَاس سبخة ساحلية تونسية تقع جنوب رأس ديماس ومدينة البقالطة، وقع استغلالها لعدة سنوات لإنتاج الملح.
| سبخة الديماس |